# Élisabeth Tudor (1492-1495)
Pour les articles homonymes, voir Élisabeth d'Angleterre et Élisabeth Tudor.
Élisabeth Tudor (2 juillet 1492 – 14 septembre 1495) est la deuxième fille d'Henri VII d'Angleterre et d'Élisabeth d'York.
Élisabeth passe l'essentiel de sa vie à Eltham avec sa sœur Marguerite Tudor (plus tard reine d'Écosse) et son frère, le futur Henri VIII. 
Peu avant son décès, Henri VII propose au roi de France Charles VIII de la marier au prince François d'Angoulême, le futur François Ier.
Élisabeth meurt subitement en septembre 1495, à l'âge de 3 ans. Sa mort semble avoir grandement affecté ses parents. Elle est enterrée à l'Abbaye de Westminster. Près de 318 livres (155 479,74 livres actuelles) sont dépensées pour ses funérailles.